# Équipe du Cameroun féminine de football
Cet article traite de l'équipe féminine. Pour l'équipe masculine, voir Équipe du Cameroun de football.
Maillots
Actualités
L'équipe du Cameroun féminine de football est une sélection des meilleures joueuses camerounaises sous l'égide de la Fédération du Cameroun de football.
Elle est vice-championne d'Afrique en 1991, en 2004, en 2014 et en 2016. Le Cameroun est troisième des Jeux africains en 2003 puis remporte le titre en 2011.

## Histoire
Lors du Championnat d'Afrique de football féminin 2014, l'équipe remporte la médaille d'argent et se qualifie ainsi pour la première fois à la coupe du monde qui a lieu au Canada en juin 2015.
Lors de la coupe du monde 2015, l'équipe est éliminée en huitièmes de finale par la Chine. Mais, en accédant ainsi aux huitièmes de finale d'une Coupe du monde Féminine, le Cameroun devient la 2e équipe africaine de l'histoire, après le Nigéria en 1999, à dépasser la phase de groupes. En inscrivant 9 buts à cette coupe du monde, les Lionnes indomptables ont établi le record du plus grand nombre de buts marqués par un pays africain en Coupe du monde Féminine.
L'équipe est qualifiée d'office pour la prochaine Coupe d'Afrique des nations féminine de football car le Cameroun est le pays hôte en 2016. La compétition a lieu à Yaoundé et Limbé du 19 novembre au 3 décembre 2016. Les Camerounaises font un parcours remarqué, et ne sont défaites qu'en finale, face aux Nigérianes sur le score de 1-0.
Qualifiées pour la coupe du monde 2019 en France, l'équipe atteint de nouveau les huitièmes de finale lors d'une victoire dans le dernier match de poule face à la Nouvelle-Zélande par un but d' Ajara Nchout dans les arrêts de jeu.

## Classement FIFA
| Année              | 2003 | 2004 | 2005 | 2006 | 2007 | 2008 | 2009 | 2010 | 2011 | 2012 | 2013 | 2014 | 2015 | 2016 | 2017 | 2018 |
| ------------------ | ---- | ---- | ---- | ---- | ---- | ---- | ---- | ---- | ---- | ---- | ---- | ---- | ---- | ---- | ---- | ---- |
| Classement mondial | 80   | 82   | 83   | 88   | 85   | 78   | 71   | 72   | 61   | 50   | 47   | 52   | 47   | 47   | 48   | 46   |
| Classement CAF     | 6    | 7    | 7    | 10   | 9    | 9    | 7    | 5    | 4    | 2    | 2    | 3    | 2    | 3    | 3    | 2    |

## Palmarès

### Parcours au Championnat d’Afrique de football féminin
L'équipe des Lionnes s'est qualifiée aux 14 éditions du Championnat d'Afrique de football féminin avec le bilan suivant :
| Année | Position        | Compétition                                           | Pays hôte          |
| ----- | --------------- | ----------------------------------------------------- | ------------------ |
| 1991  | 2e              | Championnat d'Afrique de football féminin 1991        | -                  |
| 1995  | 8e              | Championnat d'Afrique de football féminin 1995        | -                  |
| 1998  | 4e              | Championnat d'Afrique de football féminin 1998        | Nigeria            |
| 2000  | 6e              | Championnat d'Afrique de football féminin 2000        | Afrique du Sud     |
| 2002  | 3e              | Championnat d'Afrique de football féminin 2002        | Nigeria            |
| 2004  | 2e              | Championnat d'Afrique de football féminin 2004        | Afrique du Sud     |
| 2006  | 4e              | Championnat d'Afrique de football féminin 2006        | Nigeria            |
| 2008  | 4e              | Championnat d'Afrique de football féminin 2008        | Guinée équatoriale |
| 2010  | 4e              | Championnat d'Afrique de football féminin 2010        | Afrique du Sud     |
| 2012  | 3e              | Championnat d'Afrique de football féminin 2012        | Guinée équatoriale |
| 2014  | 2e              | Championnat d'Afrique de football féminin 2014        | Namibie            |
| 2016  | 2e              | Coupe d'Afrique des nations féminine de football 2016 | Cameroun           |
| 2018  | 3e              | Coupe d'Afrique des nations féminine de football 2018 | Ghana              |
| 2022  | Quart-de-finale | Coupe d'Afrique des nations féminine de football 2022 | Maroc              |

### Parcours aux Jeux olympiques
- Qualifiée pour le Tournoi féminin de football aux Jeux olympiques d'été de 2012.

### Parcours aux Jeux Africains
- 1re   aux Jeux africains de 2011
- 3e   aux Jeux africains de 2003
- 2e   aux Jeux africains de 2015

### Parcours à la Coupe du monde

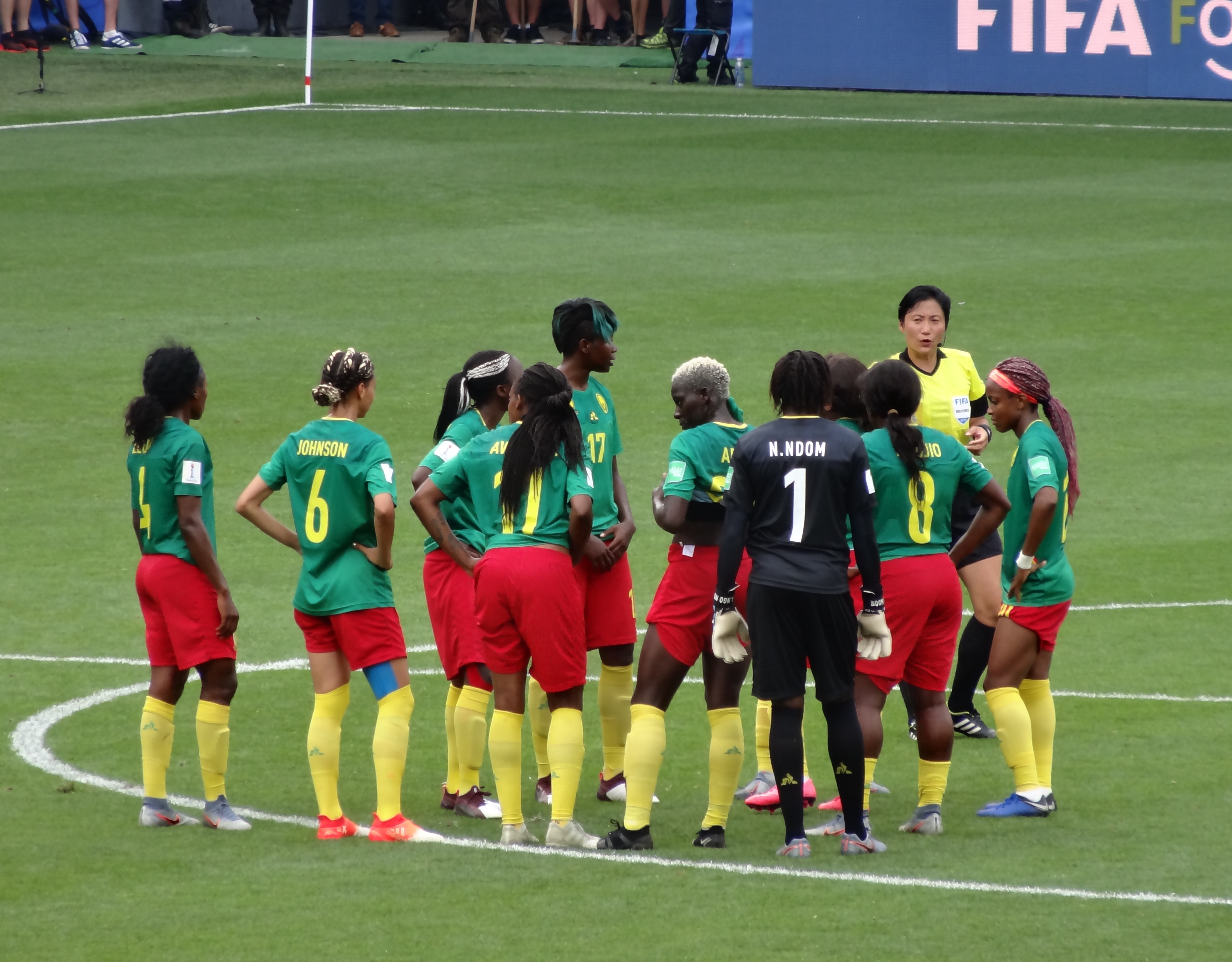
L'équipe battue en 8e de finale du Mondial 2019.

- 8e de finale : 11e/24 à la Coupe du monde de football féminin 2015 au Canada.
- 8e de finale à la Coupe du monde de football féminin 2019 en France.

### Autres compétitions
- Finaliste du Championnat féminin de la COSAFA en 2018

## Personnalités

### Principales joueuses d'hier et d'aujourd'hui
- Michaela Abam
- Bernadette Anong
- Augustine Ejangue
- Christine Manie
- Ajara Nchout
- Madeleine Ngono Mani
- Gabrielle Onguéné Aboudi

### Anciennes formations

#### Sélection de 2022
Effectif des joueuses représentant le Cameroun pour la Coupe d'Afrique des nations féminine de football 2022 :
| #           | Nom                       | Club                    | Âge        |            |            |            |            |            |
| Entraîneur  | Entraîneur                | Entraîneur              | Entraîneur | Entraîneur | Entraîneur | Entraîneur | Entraîneur | Entraîneur |
| ----------- | ------------------------- | ----------------------- | ---------- | ---------- | ---------- | ---------- | ---------- | ---------- |
|             | Gabriel Zabo              |                         |            |            |            |            |            |            |
| Gardiennes  |                           |                         |            |            |            |            |            |            |
| 1           | Pauline Ayangma           | FC Ebolowa              | 30         |            |            |            |            |            |
| 16          | Ange Bawou                | Bayelsa Queens FC       | 22         |            |            |            |            |            |
| 23          | Flore Enyegue             | Canon Yaoundé           | 31         |            |            |            |            |            |
| Défenseurs  |                           |                         |            |            |            |            |            |            |
| 2           | Easther Mayi Kith         | Kristianstads DFF       | 25         |            |            |            |            |            |
| 6           | Estelle Johnson           | Gotham du NJ/NY         | 34         |            |            |            |            |            |
| 11          | Aurelle Awona             | SC Braga                | 29         |            |            |            |            |            |
| 12          | Claudine Meffometou       | FC Fleury 91            | 32         |            |            |            |            |            |
| 15          | Colette Ndzana            | Dinamo Minsk            | 22         |            |            |            |            |            |
| 25          | Doudou Ousmanou           | Amazone FAP             | 26         |            |            |            |            |            |
| Milieux     |                           |                         |            |            |            |            |            |            |
| 3           | Ajara Nchout              | Inter Milan             | 29         |            |            |            |            |            |
| 4           | Catherine Mbengono        | FK Okjetpes Kökşetaw    | 26         |            |            |            |            |            |
| 8           | Fadimatou Kome            | ASJ Soyaux              | 20         |            |            |            |            |            |
| 10          | Jeannette Yango           | FC Fleury 91            | 29         |            |            |            |            |            |
| 14          | Monique Ngock             | Stade de Reims          | 18         |            |            |            |            |            |
| 17          | Brigitte Omboudou         | Rivers Angels FC        | 30         |            |            |            |            |            |
| 18          | Claudia Dabda             | Dinamo Minsk            | 21         |            |            |            |            |            |
| 20          | Geneviève Ngo Mbeleck     | sans club               | 29         |            |            |            |            |            |
| Attaquantes |                           |                         |            |            |            |            |            |            |
| 7           | Gabrielle Onguéné Aboudi  | CSKA Moscou             | 33         |            |            |            |            |            |
| 9           | Flora Kameni              | Louves Minproff         | 21         |            |            |            |            |            |
| 13          | Rose Bella                | ALG Spor                | 28         |            |            |            |            |            |
| 19          | Doly Diane Wabeua Djiatio | Trabzonspor             | 19         |            |            |            |            |            |
| 22          | Michaela Abam             | Houston Dash            | 25         |            |            |            |            |            |
| 24          | Kévine Ossol              | AS Awa                  | 22         |            |            |            |            |            |
| ?           | Tatiana Ewodo Ekogo       | FK Ienisseï Krasnoïarsk | 25         |            |            |            |            |            |

### Sélectionneurs
- Carl Enow Ngachu (2003-2017)
- Joseph Ndoko (2017-2019)
- Alain Djeumfa (2019-2021)
- Gabriel Zabo (2021-2023)
- Jean-Baptiste Bisseck (2023-)[7]